# Altlandsberg
För andra betydelser, se Landsberg.
Altlandsberg är en stad och stadskommun (tyska: Stadt) i förbundslandet Brandenburg i Tyskland.  Staden ligger omkring 25 km öster om Berlins centrum, i Landkreis Märkisch-Oderland.
Staden är främst känd för sin välbevarade äldre småstadsbebyggelse, med en medeltida ringmur och stadskyrka, samt för det kungliga slott som låg här på 1700-talet och idag är en ruin.

## Geografi
Staden ligger vid östra utkanten av Berlins storstadsregion, strax utanför Berlins yttre ringled A10.
Staden är indelad i sex administrativa ortsdelar varav de fem utanför centralorten var självständiga kommuner fram till den 31 december 2002:
- Altlandsberg (centralorten)
- Bruchmühle
- Buchholz
- Gielsdorf
- Wegendorf
- Wesendahl

## Historia
Staden omnämns första gången år 1230 som en bosättning omkring en borganläggning, troligen uppförd av markgreven Henrik den upplyste av Meissen på platsen för en tidigare slavisk befästning.  Utanför borgen växte en bosättning upp omkring den nuvarande stadskyrkan.  Stadens namn antyder att den kan ha döpts efter den redan befintliga borgen Landsberg i nuvuarande Sachsen-Anhalt, som också lydde under huset Wettin.  I samband med det så kallade Teltowkriget mellan 1239 och 1245 erövrades området av markgrevarna av Brandenburg och huset Askanien.  Namnet Altlandsberg tillkom för att skilja staden från staden Neu-Landsberg, dagens Gorzów Wielkopolski i Polen, som också grundades i östra Brandenburg vid denna tid.
I början av 1300-talet uppfördes stadsmuren och ett kloster tillhörande Servitorden i Altlandsberg. 1432 brändes staden av husiter.  Klostret avvecklades i samband med reformationen.
Staden drabbades upprepade gånger av pest under 1500-talet och brändes helt under trettioåriga kriget 1632.  Greven och ministern Otto von Schwerin köpte den nedbrända staden 1654 och lät bygga ut slottet i barockstil.  Slottet stod klart 1670. Kurfursten Fredrik Vilhelm av Brandenburg lät sina söner uppfostras i von Schwerins hushåll, varav den yngre, Fredrik, sedermera blev kurfurste och kung av Preussen som Fredrik I av Preussen. Fredrik I köpte slottet i Altlandsberg 1708 och lät bygga ut det till ett kungligt residensslott.  Slottet kom dock redan 1713 att läggas i malpåse av sonen Fredrik Vilhelm I av Preussen, i syfte att spara på hovutgifterna, och inventarierna fraktades bort.  Slottet brann ned 1757 och ruinerna revs; endast slottskyrkan återuppfördes.
Altlandsberg förblev under lång tid en avsides belägen mindre hantverksstad, med hantverk och skogsbruk som främsta näringar.  Först genom byggandet av en större landsväg mot Berlin 1850 och en smalspårig järnväg 1898, Altlandsberger Kleinbahn, mellan Altlandsberg och Hoppegarten på den östra stambanan, upplevde staden en mindre industrialisering.
Staden klarade sig undan förstörelse under andra världskriget.  Vid slutstriderna om Berlin 21 april 1945 var Altlandsberg den första plats där trupper från Röda armén under Nikolaj Bersarin, efter att ha trängt igenom försvarsringen runt Berlin, passerade Berlins stadsgräns.
Efter 1945 låg staden i den sovjetiska ockupationszonen och Östtyskland, och stadens befolkning sjönk successivt under denna tid.  Sedan Tysklands återförening 1990 har invånarantalet åter stigit kraftigt, då nya villaområden anlagts i stadens utkant.

## Befolkning
| År   | Invånare |
| ---- | -------- |
| 1875 | 3 875    |
| 1890 | 4 214    |
| 1910 | 4 437    |
| 1925 | 6 029    |
| 1933 | 7 094    |
| 1939 | 8 188    |
| 1946 | 9 315    |
| 1950 | 9 326    |
| 1964 | 5 935    |
| 1971 | 5 853    |

| År   | Invånare |
| ---- | -------- |
| 1981 | 5 043    |
| 1985 | 4 942    |
| 1989 | 4 796    |
| 1990 | 4 799    |
| 1991 | 4 768    |
| 1992 | 4 856    |
| 1993 | 4 916    |
| 1994 | 4 963    |
| 1995 | 5 265    |
| 1996 | 5 877    |

| År   | Invånare |
| ---- | -------- |
| 1997 | 6 502    |
| 1998 | 7 044    |
| 1999 | 7 498    |
| 2000 | 7 903    |
| 2001 | 8 092    |
| 2002 | 8 189    |
| 2003 | 8 494    |
| 2004 | 8 645    |
| 2005 | 8 677    |
| 2006 | 8 737    |

| År   | Invånare |
| ---- | -------- |
| 2007 | 8 739    |
| 2008 | 8 769    |
| 2009 | 8 757    |
| 2010 | 8 806    |
| 2011 | 8 723    |
| 2012 | 8 809    |
| 2013 | 8 894    |
| 2014 | 8 996    |
| 2015 | 9 158    |
| 2016 | 9 298    |

| År   | Invånare |
| ---- | -------- |
| 2017 | 9 371    |
| 2018 | 9 490    |
| 2019 | 9 526    |
| 2020 | 9 662    |

## Kultur och sevärdheter

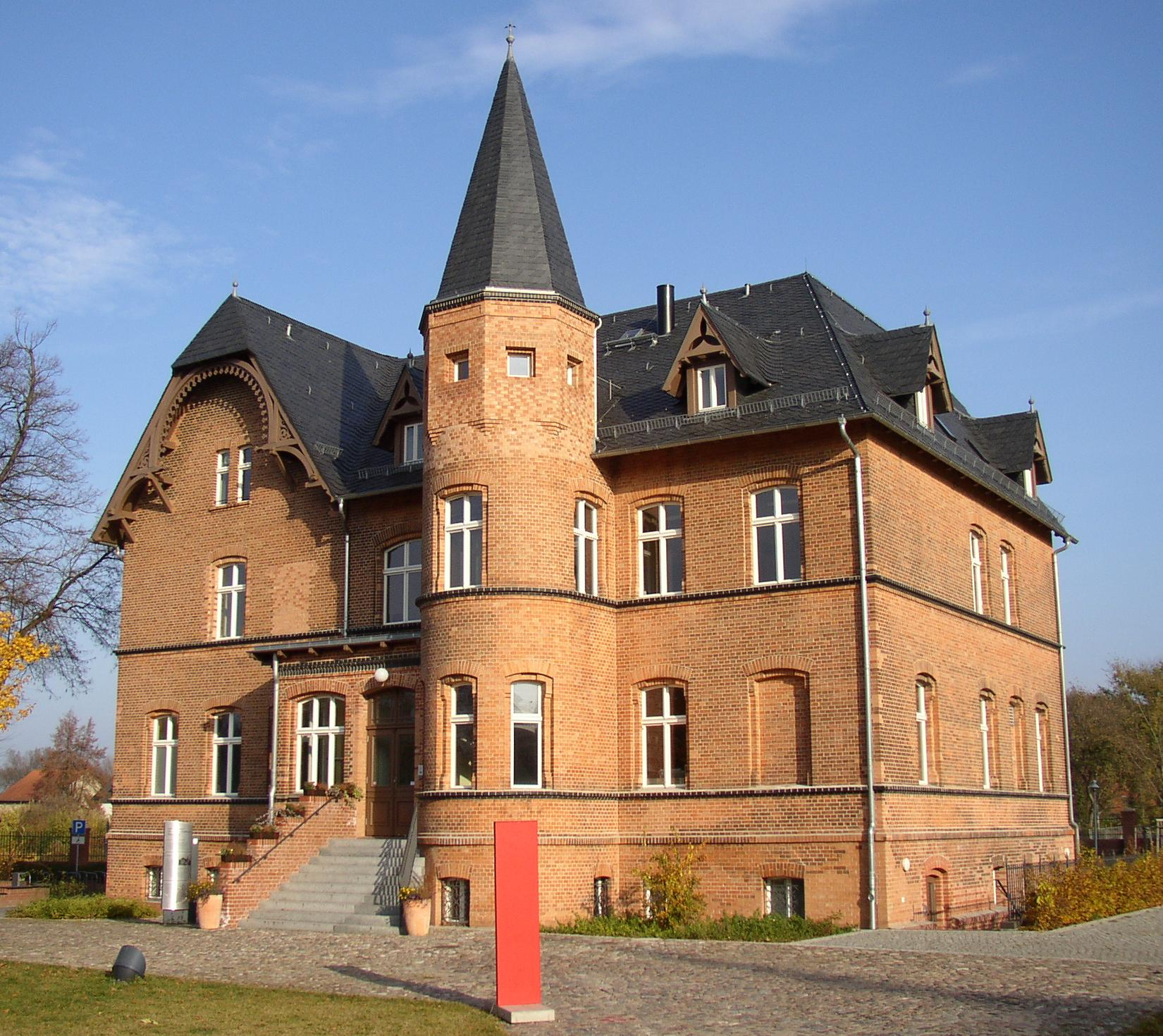
Herrgården

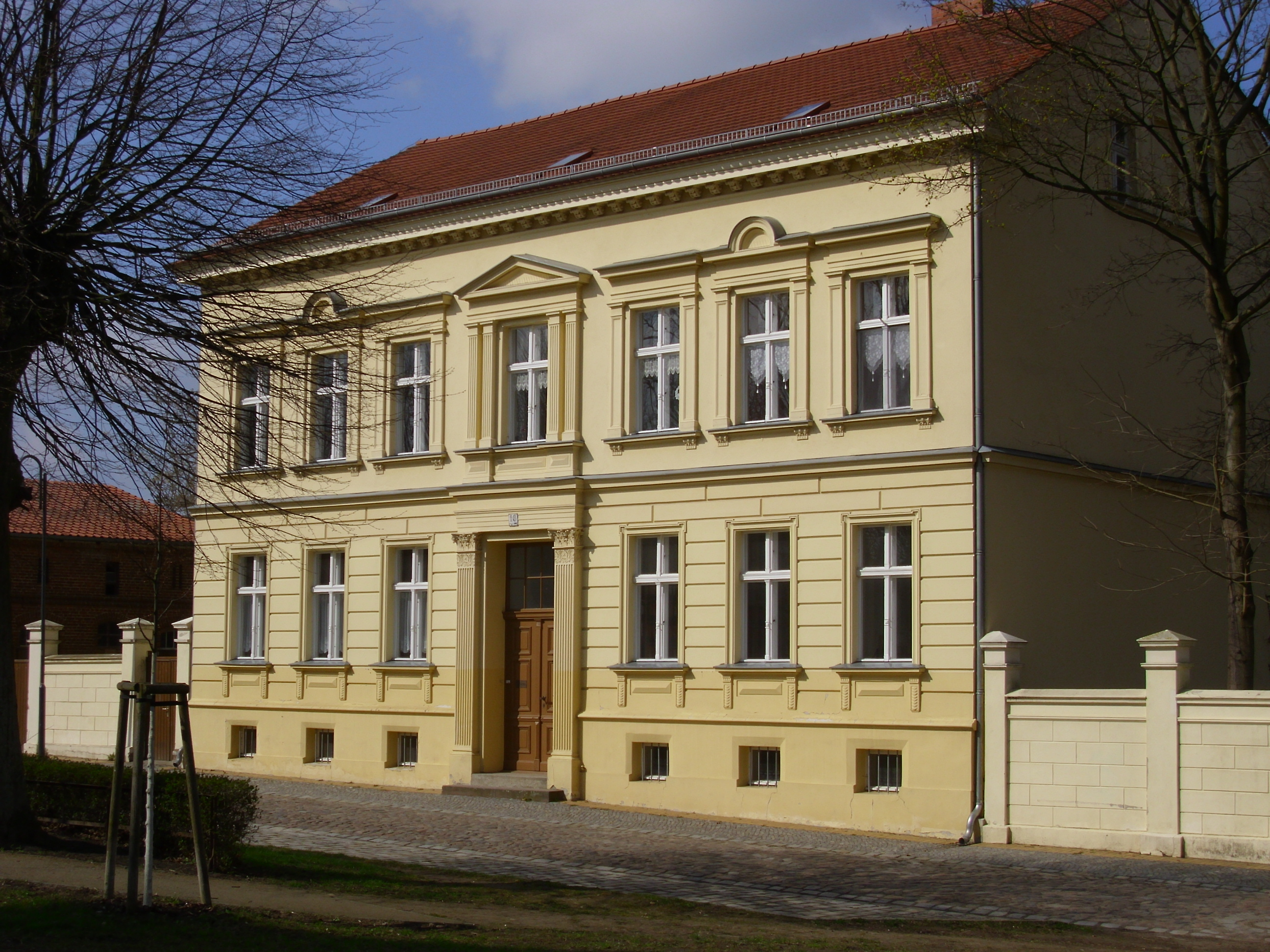
Den byggnadsminnesmärkta prästgården på Berliner Strasse 16

### Sevärdheter
Staden har en relativt välbevarad stadskärna med sammanhållen bebyggelse från 1700-talet och 1800-talet.  Delar av den medeltida ringmuren från 1300-talet, med ett torn och en stadsport, är bevarade, samt den medeltida stadskyrkan.  I den tidigare slottskyrkan tillverkas idag konstglas, då kyrkolokalen inte längre används som kyrka.  Intill kyrkan ligger ruinerna av det kungliga barockslottet.
Den gamla herrgården från 1880 inrymmer idag det lokala kulturhuset.

### Idrott
Staden har ett handbollslag, MTV 1860 Altlandsberg, vars damlag 2007 och 2010 spelade i 2. Bundesliga.

## Kommunikationer
Staden ligger vid Berlins yttre ringmotorväg A10, strax utanför östra delen av ringen.
Den tidigare järnvägspersontrafiken till Hoppegarten är sedan 1967 nedlagd, och 2007 nedmonterades även spåren.  Sedan dess har staden endast kollektivtrafikförbindelse med buss.
Den europeiska cykelleden R1, från Boulogne-sur-Mer via Berlin och Kaliningrad till Sankt Petersburg, passerar genom Altlandsberg och drar sommartid cykelturister till staden.